# Любовники Кафе де Флор
«Любовники Кафе де Флор» (фр. Les Amants du Flore) — французский биографический телефильм режиссёра Илана Дюрана Коэна.

## Сюжет
1924 год. Молодая и скромная студентка Симона де Бовуар готовится стать преподавателем философии. Но всем её планам не суждено сбыться, ведь на жизненном пути Симоны появляется начинающий писатель Жан-Поль. Это становится началом долгих, сладострастных и мучительных отношений.

## В ролях
- Анна Муглалис — Симона де Бовуар
- Лоран Дойч — Жан-Поль Сартр
- Каролин Сиоль — Франсуаза де Бовуар
- Кэлл Вебер — Нельсон Олгрен
- Клеманс Поэзи — Люми
- Жюльен Баумгартнер — Туссен
- Владислав Галард — Поль Низан
- Дженнифер Декер — Мария